# Рапохин, Алексей Архипович
Алексей Архипович Рапохин (1918, г. Спас-Клепики — 1980, Москва) — советский хозяйственный, государственный и политический деятель.

## Биография
Родился в 1918 году в Спас-Клепиках. Член КПСС с 1940 года.
С 1941 года — на хозяйственной, общественной и политической работе. В 1941—1980 гг. — инженер, комсомольский организатор ЦК ВЛКСМ Новосибирского авиационного завода, 2-й, 1-й секретарь Новосибирского областного комитета ВЛКСМ, заместитель заведующего Отделом пропаганды и агитации ЦК ВЛКСМ, член редакционной коллегии журнала «Комсомольский работник», заведующий Отделом пропаганды и агитации ЦК ВЛКСМ, заместитель председателя Антифашистского комитета советской молодёжи, 1-й секретарь Московского областного комитета ВЛКСМ, секретарь ЦК ВЛКСМ, член Комитета по физической культуре с спорту при СМ СССР, главный редактор, заместитель председателя Государственного комитета по телевидению и радиовещанию при СМ СССР, ректор Государственного института театрального искусства имени А. В. Луначарского.
Делегат XIX съезда КПСС.
Умер в Москве в 1980 году.